# NK Mikleuš
Nogometni klub Mikleuš nogometni je klub iz Mikleuša. Trenutačno se natječe u 1. ŽNL Virovitičko-podravskoj.

## O klubu
Domaće utakmice igra na stadionu Stadion Mikleuš čiji kapacitet iznosi 350. Osnovan je 1939. godine. Do 1991. godine klub je nosio ime Nogometni klub Bratstvo Mikleuš.
Nadimak kluba je Zeleni.

## Vanjske poveznice
- znsvpz.hr, Mikleuš